# Margie Adam
Margie Adam (Lompoc, 1947), is een Amerikaanse singer-songwriter en componist.

## Biografie
Margie Adam werd in 1947 geboren in Lompoc, Californië. Haar vader was een krantenuitgever die er muziek bij componeerde en haar moeder was een klassieke pianiste. Adam begon als kind piano te spelen. Ze studeerde in 1971 af aan de University of California, Berkeley.
In 1973, tijdens het bijwonen van het Sacramento Women's Music Festival, trad ze op tijdens de open mic-sessie en begon haar carrière als professionele muzikant. Het jaar daarop werd het eerste National Women's Music Festival gehouden in Champaign-Urbana, Illinois. Adam was co-headliner van het festival, samen met Meg Christian en Cris Williamson. Men zegt dat die conferentie heeft bijgedragen aan de vorming van de muziekbeweging voor vrouwen, met Adam in de frontlinie.
Haar eerste album Margie Adam werd gepromoot met een toer door vijftig steden, die werd afgesloten met een uitvoering van haar lied We Shall Go Forth op de National Women's Conference in Houston. Het lied werd al snel een volkslied voor de lesbisch-feministische beweging en maakt nu deel uit van de Political History-archieven in het Smithsonian Museum. In 1978 werd ze een medewerker van het Women's Institute for Freedom of the Press (WIFP). WIFP is een Amerikaanse uitgeverij zonder winstoogmerk. De organisatie zet zich in om de communicatie tussen vrouwen te vergroten en het publiek in contact te brengen met vormen van op vrouwen gebaseerde media. In het begin van de jaren 1980 trad Adam op bij verschillende concerten en fondsenwervers voor feministische kandidaten en goede doelen, waaronder vertegenwoordigers van het Equal Rights Amendment, voor wie ze reisde tijdens een toer door 20 steden. 
Adam componeerde het lied Best Friend (The Unicorn Song), gecoverd door Peter, Paul & Mary. Van 1975 tot 1984 werkte Adam samen met manager en muziekproducent Barbara Price, promootte vrouwenmuziek en bracht haar eigen albums uit bij Pleiades Records. Adam daagde conventionele managementpraktijken uit door uitsluitend vrouwelijke bemanningen te hebben tijdens haar optredens en toers. Na een radicale sabbatical te hebben gehad, keerde Adam in 1991 terug naar het schrijven van muziek en ging in 1992 op nationale tournee om haar nieuwe album Another Place te ondersteunen. In 1996 begon ze aan de Three of Hearts-toer met collega-pianisten Liz Story en Barbara Higbie. In 1998 hield ze een rondleiding om de aandacht te vestigen op de service die feministische boekhandels aan de vrouwengemeenschap leveren.
Margie Adam blijft componeren en optreden op verschillende locaties in de Verenigde Staten en Canada. Recenter werk omvat onder meer The Best of Margie Adam (1990), Avalon (2001) en Portal 2005.